# 구가정
구가정(玖珂町)은 야마구치현 이와쿠니시의 지명이다, (세대수는 4,130세대, 인구는 11,123명(2010년 10월 1일 기준) 
과거 야마구치현의 구카군에 있던 자치체로, 2006년 3월 20일에 이와쿠니시 및 구카군내의 정촌(와기정 제외)과 합병해 자치체로서의 구카정은 폐지되어 대신 이와쿠니시 구카정이 되었다. 또한 당정은 야마구치현내에서 끝까지 남은 당초부터 폐치분합을 실시한 적이 없는 시정촌이었다.
구카정에는 오아자라는 설정이 없고, 자치체 시대부터 우편번호는 작은 글자마다 설정되어 있으며, 구카 우체국 관구 742-03xx가 해당한다.

## 지리
이와쿠니 시의 남부에 위치한다. 북부는 산지, 남동부는 구릉지, 남서부는 구카 분지의 동반부로 되어 있다. 평지에서는 남서부를 흐르는 시마다 강 지류인 사사미 강과 미나미 강이 남서쪽으로 흐르며, 강으로 형성된 선상지를 중심으로 마을이 트여 있다. 교통의 발달과 주거환경의 정비에 의해 이와쿠니시나 시외의 저우난시 베드타운의 성질을 가진다.

## 역사
정내의 서부 우스다 지구(다카모리 고등학교 뒷산 북쪽)에는, 고분 시대의 유적이 있어. 다른 곳에도 일찍부터 사람이 정착한 흔적이 남는다. 정내를 동서로 산요도가 지나가고(고대에는 구서분지의 남산 기슭을 지나갔다고 한다), 구카군의 거의 중앙에 위치하고 있기 때문에, 개인적으로는 군가 놓여 있었다. 전국시대의 영주 스기씨는 오우치씨에 속했지만, 이쓰쿠시마 전투에서 도하루 겐이 모리 모토유키의 교묘한 책략에 패한 후에는 그의 모함 앞에서 어쩔 수 없이 져주기도 하였다. (구라카케야마 전투). 세키가하라 전투 후에는 모리씨의 나라를 바꾸면서 이와쿠니령(요시카와씨)이 다스리는 곳이 되었고, 이웃 다카모리 지역은 도쿠야마 번(모리씨)이 되었다. 하나의 분지를 나눈 치세의 차이는 보이지 않는 곳에서 알력을 낳았던 것으로 보인다.

### 연혁
- 1889년 4월 1일 - 정촌제 시행에 의해 구가촌이 성립하였다.
- 1924년 8월 1일 - 정으로 승격해 구가정이 되었다.
- 2006년 3월 20일 - 이와쿠니시, 슈토정, 유우정, 미와정, 니시키정, 미카와정, 혼고촌과 합병해, 새로운 이와쿠니시가 성립하였다. 동일 구가정은 폐지해 이와쿠니시 구가마치가 되었다.

## 교통

### 철도
- 서일본 여객철도
  - 간토쿠 선

### 도로
- 산요 자동차도 (구가 나들묵)
- 국도 2호선
- 국도 제437호선 (일본)(일본어판)